# Distretto di Gajapati
Il distretto di Gajapati è un distretto dell'Orissa, in India, di 518 448 abitanti. Il suo capoluogo è Paralakhemundi.